# Mel·lífer de Roti
El mel·lífer de Roti (Myzomela irianawidodoae) és un ocell de la família dels melifàgids (Meliphagidae).

## Hàbitat i distribució
Habita els boscos de l'illa de Roti, a les illes Petites de la Sonda.

## Taxonomia
Es tracta d'una espècie de recent descripció.